# ベリョースカ (舞踊団)
ナジェージディナ記念国立アカデミー舞踊団 ベリョースカ（以下 ベリョースカ または アンサンブル・ベリョースカ）は、1948年にナジェージダ・ナジェージディナ が創立した現代的なスタイルのロシア民族舞踊団。名称のベリョースカとは白樺のこと。ロシアを代表する民族芸能団体の一つである。1973年から「アカデミー」国家称号を、2000年より創立者の名前を舞踊団名に冠している。現在の芸術監督は、ミーラ・コリツォーワ。ロシア語の名称は、 Государственный академический хореографический ансамбль “Берёзка” имени Н. С. Надеждиной である。その舞踊団は、長いガウンを着て、まるで滑るように、あるいは浮いているかのように舞台を移動するパフォーマンスを専門としている
。
ベリョースカのラテン文字表記として Beriozka、Berezka、Beryozka などが各国で使われている。
ベリョースカの法人形態は連邦国家予算文化機関で、連邦政府機関が所管する国立（ロシア連邦立）の芸能団体である。

## 概要
アンサンブル・ベリョースカは、ボリショイ・バレエ出身のナジェージダ・ナジェージディナ（ロシア語: Надежда Надеждина）が1948年に創設した。ロシアの民俗芸能を現代の舞台芸術へと開花させた彼女の作品、ロシアの乙女のホロヴォード『ベリョースカ』がモスクワで大きな成功を収めたことが舞踊団設立のきっかけである。この作品には伝統民謡『白樺は野に立てり』が使われており、作品と舞踊団の名前「白樺（ベリョースカ）」の由来となった。また、ホロヴォード『ベリョースカ』に代表される「浮上歩行」が、舞踊団の特徴の一つとされている。
初期の頃は女性の舞踊団で、男性の出演者は楽器奏者だけだった。当時の演出は、1960年のアンサンブル・ベリョースカの映画『乙女の春』などで確認できる。1950年代末から1960年代前半までに男性ダンサーや男性歌手が加わり、楽団もバヤン（ロシアのアコーディオン）中心のアンサンブルから、バラライカ・ドムラを含むロシア民族楽器の楽団へと拡大された。1979年10月にナジェージディナが亡くなった後、映画『乙女の春』で主役を演じたミーラ・コリツォーワ（ロシア語: Мира Кольцова）が復帰して後を継ぎ、芸術監督として現在に至っている。彼女による作品も多数レパートリーとなっている。
ベリョースカの作品の音楽、特にナジェージディナ時代のものは、楽団の音楽家によって作曲・作成されたものが大半である。エヴゲーニイ・クズネツォフ（ロシア語: Евгений Кузнецов）やヴィクトル・テムノフ（ロシア語: Виктор Темнов）ら歴史に刻まれた音楽家たちの活躍は舞踊団をより大きな成功に導いた。衣装美術にも特徴があり、公演のアナウンスでは音楽担当者だけでなく衣装担当者の名前も紹介することがある。
ロシアを象徴する舞踊団として世界各地で公演を行い、世界80ヶ国以上に足跡を残している。2003年には日本でも公演が行われた（ウェブ上には日本国内の情報がほとんど残っておらず詳細は不明）。

### ロシア語版記事にある作品名
（作品名の原語はすべてロシア語）
ナジェージディナ作品
- ホロヴォード『ベリョースカ』　Хоровод «Берёзка»
- ワルツ『ベリョースカ』　Вальс «Берёзка»
- 『白鳥』　«Лебёдушка»
- 『ツェポーチカ』もしくは『鎖』　«Цепочка»
- 『プリャーリッツァ』　«Прялица»
- 『スダールシュカ』　«Сударушка» （婦女に対して使われた古い言葉）
- 『大コサック・ダンス』　«Большой казачий пляс»
- 『おどけもの』　«Балагуры»
- 『祭りのプリャソヴァーヤ』　«Праздничная плясовая»
- 『ひとりもの』　«Холостяки»
- 『シベリア組曲』　«Сибирская сюита»
- 『馭者』　«Ямщики»
- 三部作『ロシアの磁器』　триптих «Русский фарфор»
- 舞踊作品群『四季』　цикл хореографических композиций «Времена года»

コリツォーワ作品
- ホロヴォード『虹』　хоровод «Радуга»
- ホロヴォード『川』　хоровод «Реченька»
- ホロヴォード『レースを編む女たち』　хоровод «Кружевницы»
- プリャソヴァーヤ『気ままな』　плясовая «Раздольная»
- 民俗ステージ『ペトルーシュカ』　народная сцена «Петрушка»
- 舞踊と演技のジェイストボ『モスクワの囲い地』　танцевально-игровое действо «Московский двор»

## 作品
作品名の原語はすべてロシア語で、日本語タイトルは参考訳となっている。作品名が伝統的なダンスの名前や用語となっているものはそのままロシア語をカナ表記した。実際、ロシア国外の公演では翻訳せずに紹介されることがある。
ロシア語では人名にも格変化がある。公式サイトの レパートリー で作品ごとに書かれている各担当者名のうち、作品制作者と音楽担当者は語尾が変化した形、衣装美術担当者は変化していない形となっている。なお、語尾のみでは単純にどの格か判別できないものがあるため、機械翻訳を使うと本来の形に戻されなかったり、女性名が男性名に変わっていたりすることがある。
2017年にできた公式サイトのレパートリーにある個々の作品の衣装美術担当者名は、公式サイトの記述時点で使われている衣装の担当者であるため、以下では省略した。

### ナジェージダ・ナジェージディナ 作品
女性舞踊
『ベリョースカ』　ロシアの乙女のホロヴォード «Берёзка», русский девичий хоровод
音楽加工エヴゲーニイ・クズネツォフ（ロシア語: Евгений Кузнецов）
赤いサラファン、白樺の枝、青のスカーフ。創立以来舞踊団を代表してきた作品で、正式な公演では最初の演目として演じられる。この作品は、ホロヴォードを踊る女の子たちを描いたリトグラフからアイデアを得たという。ナジェージディナの初期作品に共通する特徴として、絵画などに描かれた民族舞踊の象徴的なボースが作品に織り込まれていることが挙げられる。それにより、民族舞踊を描いた絵画を知るものに、民族舞踊を取り巻く情景までも想い浮かばせるのである。作品の原曲として使われている『白樺は野に立てり（ロシア語: Во поле берёза стояла）』はロシアの伝統民謡である。チャイコフスキーの交響曲第4番第4楽章に民衆を象徴するモチーフとして登場するほか、ロシアに関係する音楽に用いられることがある。
ワルツ『ベリョースカ』 Вальс «Берёзка»
作曲（原曲） エヴゲーニイ・ドレイズィン（ロシア語: Евгений Дрейзин）
作詞（原曲） アレクサンドル・ベズィメンスキー (Александр Безыменский)
音楽加工 エヴゲーニイ・クズネツォフ
白いドレスと4色のレースのショール。同名のワルツ曲による作品。作曲者のエヴゲーニイ・ドレイズィンは、日露戦争当時、ロシア太平洋艦隊で指揮者をしており、ある経緯から旅順陥落後に日本の松山の捕虜収容所にいたことがある。この曲が楽譜として出版されたのは日露戦争からしばらく後だが、日本の収容所時代にこの曲が作られたとする説があり、1905年作としている場合はその説を取る立場である。歌詞はワルツが有名になった後に付けられている。
『ツェポーチカ』 乙女のホロヴォード «Цепочка», девичий хоровод
音楽加工 エヴゲーニイ・クズネツォフ
黒と銀の衣装。出演人数が不定の作品。『ツェポーチカ』は 古い公式サイトの説明 では民族舞踊の動作の名称としている。ロシア語では「鎖」または「列」を意味する。
『プリャーリッツァ』 ホロヴォードのダンス «Прялица», хороводный танец
作曲 エヴゲーニイ・クズネツォフ
いくつかの糸紡ぎの情景が振り付けで表現されている。プリャーリッツァは糸紡ぎに使う道具のプリャールカを指すようである。ここで歌われているプリャールカはロシアで独特の工芸品として発達した糸の材料を保持するためのL字型の大型の台で、用途としては糸巻き棒（英語版記事：distaff）に相当する。

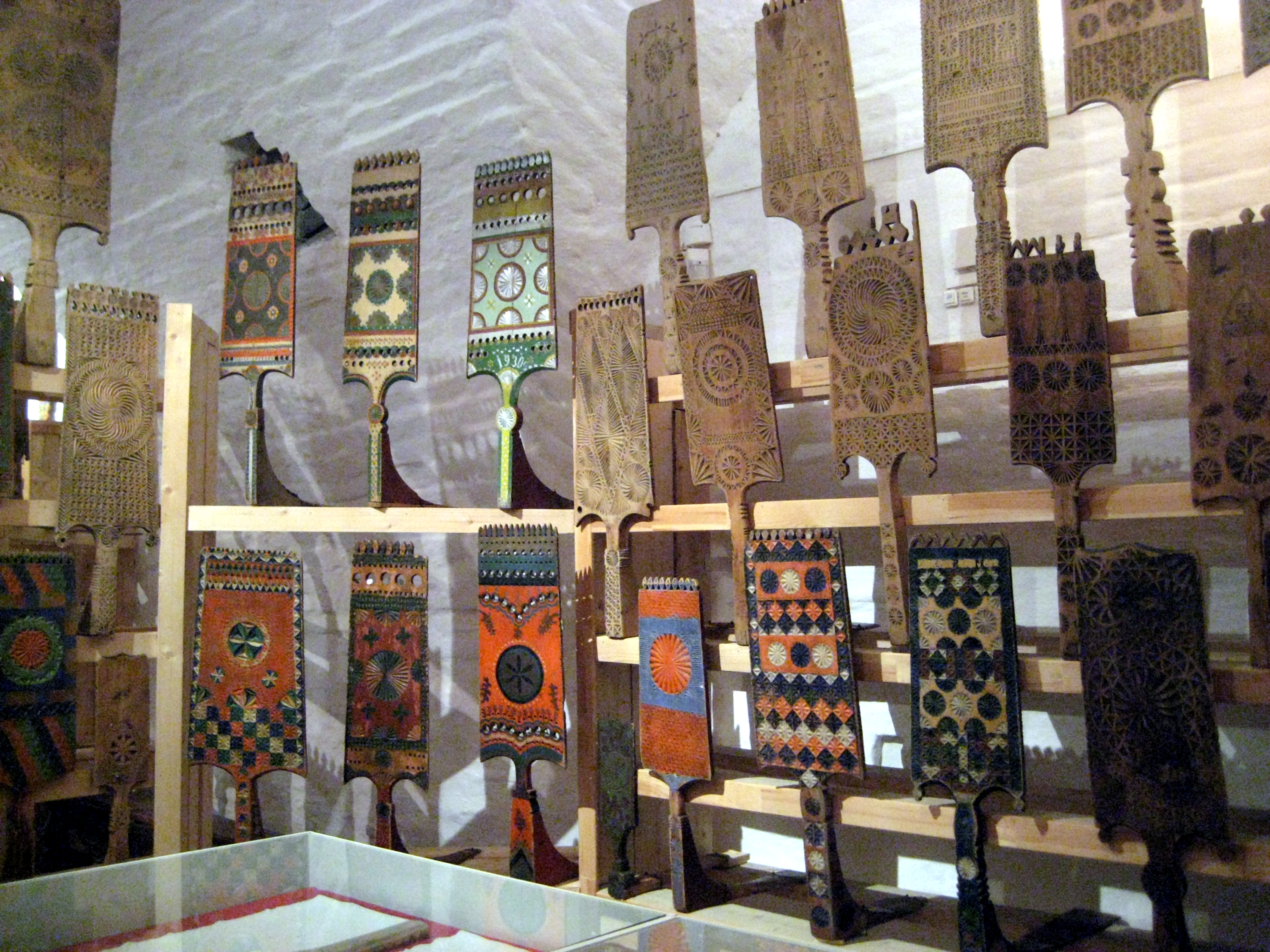
伝統工芸品のプリャールカ

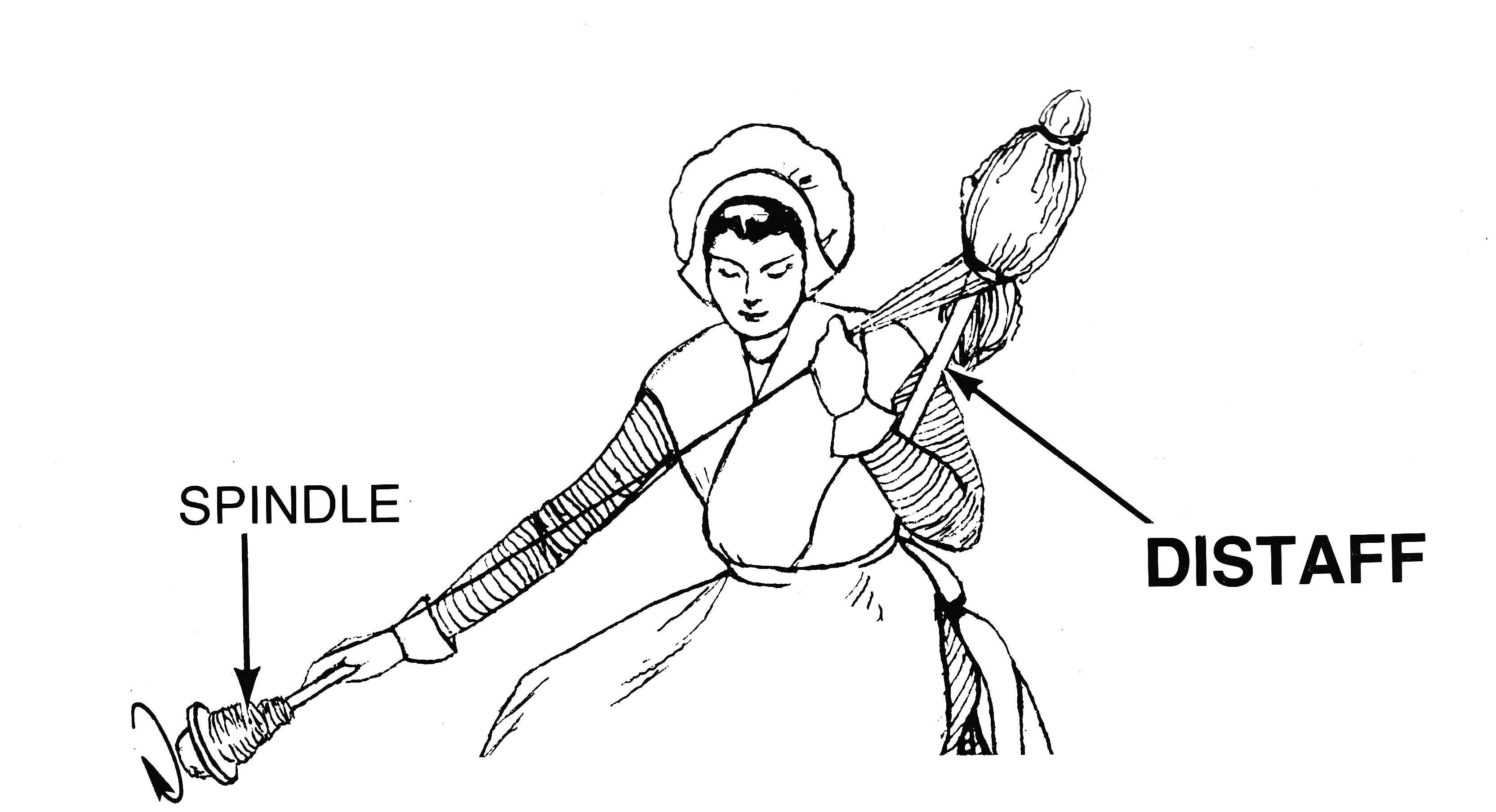
参考：糸巻き棒と紡錘 糸巻き棒は腕に抱えて保持する。L字型をしたプリャールカは、それに座って固定する。

歌は作品タイトルにもなっている古い民謡で、歌い出しの『Уж ты прялица（お前、プリャーリッツァ）』や『プリャーリッツァ』として知られる。この民謡はかなり多彩な歌詞のバージョンがあり、作品の歌詞では下記のように「プリャーリッツァ」が冒頭部分とリフレイン部分に2度出てくるものの、民謡ではこの片方もしくは両方ともが含まれないものもある。作品の歌詞ではそれらの中から歌詞を組み合わせたり、一部補作するなどしているのかもしれない。

Уж ты прялица, кокорицамоя
Золотою краской выкрашу тебя
...
Позолоченная прялица
Мы прядем, а нитка тянется
Мы прядем, а нитка тянется
Нам работа наша нравится

（訳）
お前、プリャーリッツァ、私のココーリッツァよ
金の塗料でお前を塗ってあげる
...
金色のプリャーリッツァ
糸を紡ぐと、糸が伸びる
糸を紡ぐと、糸が伸びる
私たちは仕事が気に入っている

ナジェージディナ時代の国外公演のパンフレットでは現地の言葉で『紡ぎ女』としている例がある。また、ナジェージディナではなくコリツォーワの作品に、『レースを編む女たち』(«Кружевницы»)という続編を思わせる作品がある。
『ヴォロッツァ』 «Воротца»
作曲 ゲンナジー・リヴォフ（ロシア語: Геннадий Львов）
伝統模様のタオルで門が作られる。ヴォロッツァはホロヴォードなどに登場する動きの名称で、ダンスの名称として使われることもある。意味は「門」。ロシア民族楽器オーケストラの表現の多彩さが華を添えている。なお、ロシア語の発音は「ヴァロッツァ」となる。
男女の舞踊
『カルーセル』 ダンスの情景 «Карусель», Танцевальная сцена
作曲 ウラジーミル・コルネフ（ロシア語: Владимир Корнев）
カルーセルは回転木馬のことだが、ロシアではお祭りなどで見かける小さなメイポールのようなリボンを結んだ傘状の遊具もカルーセルと呼ばれることがある。女性舞踊団時代に原型があるようで、写真が残されている。（マッチ博物館サイトにもそのイラストがある 2017年12月18日閲覧）
『大コサック・ダンス』 «Большой казачий пляс»
男性ダンサーたちがタンバリンを叩きながら激しく踊るシーンがあるダンス。創立者のナジェージディナが稽古の指導をしている映像が残っているため、メディアでナジェージディナが紹介される時にその映像が流れることがある。
『シベリア組曲』 «Сибирская сюита» （全3部）
音楽加工 ヴィクトル・テムノフ（ロシア語: Виктор Темнов）
- 『村の集い』 «Посиделки»
- 人々の遊び『熊狩り』 «Охота на медведя» (народная игра)
- 『プリャソヴァーヤ』 «Плясовая»

シベリアに伝わっていた芸能を発展させた作品。ひと続きで踊られるものとしては長めの作品で、やや短くしたバージョンもある。
『ロシアの磁器』 三部作 «Русский фарфор» Триптих
作曲 ヴィクトル・テムノフ
3組の男女の人形が踊る。3部作でタイトルはそれぞれ、『1812年』、『1886年』、『1918年』。1812年のナポレオン戦争で活躍した軽騎兵、1917年のロシア革命の後に起こったロシア内戦期の水兵などが登場する。最後の『1918年』の音楽には、水兵の陽気なダンスとして踊られることが多い『ヤブロチコ』や、伝統歌謡『Крутится, вертится шар(ф) голубой』が登場する。
男性舞踊
『馭者』 «Ямщики»
音楽加工 ヴィクトル・テムノフ
郵便馬車のトロイカの馭者たち。19世紀のロシア歌謡『鈴の音は単調に鳴る』（ロシア語: Однозвучно гремит колокольчик）の独唱で始まる。この歌は、郵便馬車の馭者として凍死、殉職した農奴の遺品に残っていた詩から作られた。馭者たちが詩の作者と同様の状況であることを暗示する。
作品群
『四季』 «Времена года» （全7作品）
- 冬
  - 『オーロラ』 «Северное сияние»
  - 『さよならマースレニッツァ』 «Прощай, масленица»

- 春
  - 『春のホロヴォード』 «Весенний хоровод»
  - 『カドリール』 «Кадриль» （または、『カルーセル』 «Карусель»）

- 夏
  - 『ロシアの畑』 «Русское поле»
  - 『トロイカ』 «Тройка»

- 秋
  - 『秋の定期市で』«На осенней ярмарке»

作曲 ヴィクトル・テムノフ （『オーロラ』）
作曲 エヴゲーニイ・クズネツォフ （『さよならマースレニッツァ』、『春のホロヴォード』、『ロシアの畑』、『秋の定期市で』）
作曲 ゲンナジー・リヴォフ （『トロイカ』）
作品群としてまとめられているが、単独で上演される作品もある。『カドリール』は『カルーセル』に代わることが多い。ロシア語 Времена года は通例「四季」と訳される。しかし、直訳すれば「一年の時候」となり、必ずしも春から始まるわけではないようだ。例えば、グラズノフの『四季』は冬が最初の季節で、チャイコフスキーの『四季』は1月から12月となっている。マースレニッツァは春の訪れを前にした民間の祭りである。人形が登場するが、祭りの最後日にある重要な役割がある。

### ミーラ・コリツォーワ 作品
女性舞踊
『虹』 舞踊コンポジション «Радуга», хореографическая композиция
作曲・作詞 フィリップ・コリツォフ （ロシア語: Филипп  Кольцов）
虹の中を鳥たちが飛び回る。女性のみで演じられる作品の中では一番出演者が多く、広い舞台で映える演目になっている。
『秋のホロヴォード』 «Осенний хоровод»
作曲 ヴィクトル・テムノフ
紅葉を思わせる衣装とショール。『私はショールを振る』（«Взмахну платком»）という作品を秋らしい衣装に変えるなどした作品。ロシア民謡の『Выйду-ль я на реченьку（私が川に行けば）』が登場する。
男性舞踊
『労働の歌』 舞踊コンポジション «Песнь труду» Хореографическая композиция
音楽加工 ヴィクトル・テムノフ
旧タイトルは『木こり』（«Лесорубы»）。2017年ごろから新しいタイトルが使われている。
長編作品
『モスクワの囲い地』　 «Московский двор»
以前の公式サイト（ウェブ・アーカイブ）によると、5つの場面と十数あるパートのそれぞれにタイトルが付けられている。『四季』のように公演の後半（第2部）という形で上演された。モスクワのどこなのかは作品中にいくつかヒントがある。2017年の公式サイトのレパートリーにある作品のうち、『モスクワの囲い地』からの作品は次の通りである。
- 『赤のホロヴォード』 «КРАСНЫЙ ХОРОВОД»
- 『モスクワのホロヴォード』 «МОСКОВСКИЙ ХОРОВОД»
- 『老兵語り』 «РАССКАЗ СТАРОГО СОЛДАТА»

『モスクワのホロヴォード』は『灰色のホロヴォード（Серый хоровод）』の別名があるようだ。

### 作品関係の情報
- 公式サイト レパートリー・ページ 2017年12月18日閲覧。
- トリヤッチ・フィルハーモニー協会 公演情報 公演日2015年10月24日。2017年12月18日閲覧。
- 公式 フ コンタクチェ（VK） レパートリー 2017年12月18日閲覧。
- 2008年ごろの公式サイト レパートリー（ウェブアーカイブ） 2017年12月18日閲覧。
- 旧旧公式サイト レパートリー 英語ページのみにある。2017年12月18日閲覧。
- VK 初期の公演パンフレットなど 2017年12月18日閲覧。
- 2010年ポーランドツアーの公式サイト — 作品についての解説がある。公式情報に拠っている部分があるようなので紹介する。2017年12月18日閲覧。
- マッチ博物館 ベリョースカ・マッチセット（1959年製） — 女性舞踊団時代のイラストによるマッチ。女性のみの『カルーセル』と『トロイカ』が含まれる。 2017年12月18日閲覧。

映像資料
これらの他にもロシア各地のフィルハーモニー協会や劇場、テレビ局などにより映像や写真、インタビューなどが公開されている。
- 2015年10月26日 ペンザ公演 ハイライト YouTube — ペンザコンツェルト公式動画（ペンザ市） 2017年12月18日閲覧。
- モスクワ・フィルハーモニー協会 — ビデオ・アーカイブにあるチャイコフスキー・コンサートホール収録のビデオ内。 2017年12月18日閲覧。

## 映像出演

### ナジェージディナ時代の映像出演
1949年 映画『クバンのコサック』 （カラー作品）
ロシア南部のコルホーズが舞台のミュージカル映画。ヒロイン3人が歌う『おおカリーナの花が咲く』でダンサーとして出演。
- 公式無料配信 — YouTobe モスフィルム・チャンネル 39分4秒あたりから（2017年12月18日閲覧）

1953年 映画『故国の歌』（ロシア語: Песни родной стороны）（カラー作品）
『青年の(青年の歌・青年の踊り)（ロシア語: Молодежная）』。オムニバス・コンサート映画の最後に白樺を思わせる白い衣装で出演。この映画の衣装は当時のデザインによる現代のサラファンなのだろう。
時期不明 スタジオ収録のモノクロ番組
女性舞踊団時代かその時代の演出による番組。コリツォーワが出演しているため1957年以後の製作のようである。ホロヴォード『ベリョースカ』を含め他では見られない演出や振り付けがある。演目は、ワルツ『ベリョースカ』、『さよなら、マースレニッツァ』、『井戸のそばで』、『秋の定期市で』、ホロヴォード『ベリョースカ』。
1960年 映画『乙女の春』（ロシア語: Девичья весна）（カラー作品）
ベリョースカをフィーチャーしたミュージカルコメディ。ミーラ・コリツォーワ主演。「乙女の春」は劇中の舞踊団。映画用の演出で10作品と断片が数作品。DVD化されている。
1962年 国立舞踊団ベリョースカコンサート（ロシア語: Концерт Государственного хореографического ансамбля „Берёзка“）（モノクロ作品）
クレムリン大会宮殿（現在は国立クレムリン宮殿）でのコンサートを収録したもの。男性ダンサーが入った最初期の映像。18作品と音楽演奏。ミーラ・コリツォーワは出演していない。

### コリツォーワ時代の映像出演
1984年 ドキュメンタリー 『アンサンブル・ベリョースカ』（ロシア語: Ансамбль «БЕРЕЗКА»）
1980年にコリツォーワが引き継いだ後のアンサンブル・ベリョースカを知る上で貴重な映像。
- サンプル版 — NET FILM

2018年 ドキュメンタリー『ベリョースカ 輸出される美』（ロシア語: "Берёзка". Красота на экспорт）
連続ドラマの放送前日に放送されたドキュメンタリー。歴史的な映像、関係者へのインタビュー。他にワガノワ・バレエ・アカデミー校長でもあるバレエ・ダンサーのニコライ・ツィスカリーゼ、映画『乙女の春』に出演したニュース・キャスターのイーゴリ・キリロフが出演。中国での撮影は、この年の2月に中国中央電視台春節聯歓晩会への参加や中国公演で訪れた時のもの。
- 予告編 — YouTube ВГТРК チャンネル
- 本編 — ロシア1 番組ページ 解説あり
- 本編 — YouTube ロシア1 チャンネル

2018年 ドラマシリーズ『ベリョースカ』
ベリョースカに入団したヒロインたちを描いた創作ドラマ。創立者のナジェージダ・ナジェージディナをモデルにしたナジェージダ・スヴェトロワの舞踊団という設定で、時代はソ連末期である。ドラマ制作当時のベリョースカのスタッフ、ダンサー、楽団のメンバーや関係者も出演している。ベリョースカ創立70周年の2018年に国営テレビロシア1で放送。4月9日初回放送。月曜日から木曜日の連続放送で、毎日2本ずつ週8本放送される。
- 番組紹介 — ロシア1
- 予告編（ロングバージョン） —YouTube ВГТРК チャンネル
- 2018年4月時点ではドラマ本編が無料で公開されている。
  - 2話連続の本編再生リスト — YouTube ルースコエ映画 チャンネル（制作会社）
  - 各話単独の本編再生リスト — YouTube ルースコエ映画 チャンネル

### 日本関係
2017年12月3日放送 『世界の果てまでイッテQ!』
ホロヴォード『ベリョースカ』が紹介され、日本からの出演者と一緒に踊った。番組ページ 2018年4月13日閲覧。